# Vysokosvobodný
Označením vysokosvobodní (německy hochfrei, či edelfrei / vznešení svobodní, ve zpodstatnělé formě Edelfreie nebo Edelinge) byli zpočátku označováni příslušníci germánské šlechty, kteří se od ostatních svobodných lišili placením trojitého poplatku hrdelního práva. Z vysokosvobodných se v průběhu 12. století ve Svaté říši římské vyvinula vysoká šlechta v protikladu k původní, většinou nesvobodné služebné šlechtě (něm. Dienstadel), tzv. ministeriálům.